# Leithagebirge
Leithagebirge eller Leithabjerget er en bjergryg, der ligger ved grænsen mellem de to østrigske forbundslande Niederösterreich og Burgenland.
Leithabjerget er en udløber af de østlige Alper og danner en forbindelse til de nordlige Karpater. Geologisk set består bjergryggen af Gnejs og Glimmerskifer, som er dækket af et kalkstenslag, der kaldes leithakalk. Bjergryggen er ca. 35 km lang og 5-7 km bred, og den danner den sydøstlige afgrænsning af lavsletten omring Wien. Mod nordøst slutter ryggen i sænkningen Brucher Pforte og mod syd i sænkningen Wiener Neustädter Pforte. Bjergenes største højde nås ved Sonnenberg, der er 484 m over havet.
Bjerget er næsten fuldstændig skovdækket, og skovene er domineret af Dun-Eg, Almindelig Avnbøg og Almindelig Bøg. Den sydøstvendte skråning har et tørt og varmt lokalklima, og dér er skoven fjernet og erstattet af vin- og frugtavl.
Bjerget selv er næsten ikke beboet, for alle landsbyerne ligger ved bjergets fod. De vigtigste er Mannersdorf, der har en stor cementfabrik, og St. Margarethen med det berømte, romerske kalkstensbrud. Bruddet er i dag arbejds- og udstillingsområde for kunstnere, som arbejder i den bløde, gulligt-hvide kalksten. Samtidig er det blevet et refugium for plantesamfund fra skovsteppe og steppe.
47°52′32″N 16°28′32″Ø / 47.8756°N 16.4756°Ø